# Gorham (Maine)
Gorham is een plaats (town) in de Amerikaanse staat Maine, en valt bestuurlijk gezien onder Cumberland County.

## Demografie
Bij de volkstelling in 2000 werd het aantal inwoners vastgesteld op 14.141.

## Geboren
- Ellen White (1827-1915), profetes, religieus leidster en christelijk schrijfster (verdedigster van en stuwende kracht achter de oprichting van het zevendagsadventisme)

## Plaatsen in de nabije omgeving
De onderstaande figuur toont nabijgelegen plaatsen in een straal van 20 km rond Gorham.